# Lechytia asiatica
Lechytia asiatica är en spindeldjursart som beskrevs av Vladimir V. Redikorzev 1938. Lechytia asiatica ingår i släktet Lechytia och familjen Lechytiidae. Inga underarter finns listade i Catalogue of Life.